# Porte (botánica)

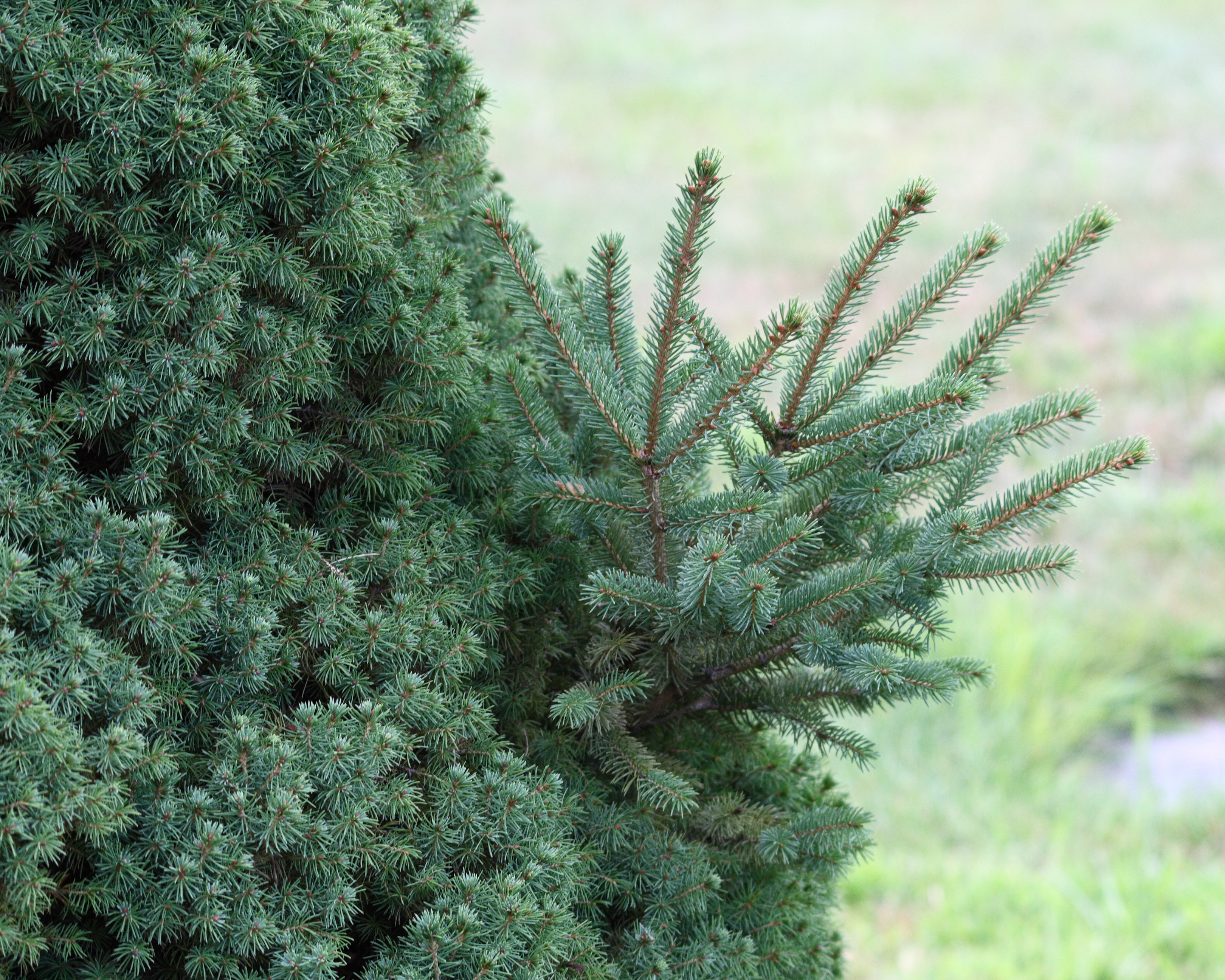
Follaje del "Picea enano de Alberta" (Picea glauca var. albertiana 'Conica'), con una rama mostrando reversión al "Porte" normal de la "Picea Blanca de Alberta" desarrollando hábito de hojas más largas y mayores internodos.

En botánica, el porte, desporte o porte de brote (en inglés: sport o bud sport) es una parte de una planta (normalmente una planta leñosa, pero a veces en las hierbas también) que muestra las diferencias morfológicas del resto de la planta. Los portes pueden diferir en forma de hojas o de color, flores o estructura de las ramas.
Portes con características deseables a menudo se propagan vegetativamente para formar nuevos cultivares que conservan las características de la nueva morfología. Estas selecciones son a menudo propensas a "reversión", lo que significa que parte o la totalidad de la planta vuelve a su forma original. 

## Ejemplo en planta leñosa
Un ejemplo de un porte de brote es la nectarina, que se desarrolló a partir de un porte de brote de un pie de melocotón.
Otras frutas comunes y / o cultivares que resultan de una mutación de porte son:
- La pera de Anjou roja
- Grosella blanca
- En la reproducción de las rosas, se utiliza el término de "desportes".

## Ejemplo en planta herbácea
Especialmente en las plantas del género Hosta son observadas tales mutaciones.
Las hostas son genéticamente inestables. Por lo tanto, puede ocurrir que una hosta forma un brote, que muestra otro abigarramiento (patrón de la hoja), diferente al que presenta la planta madre. Estos impulsos se llaman "porte". Si estos brotes han formado sus propias raíces, pueden ser separados de la planta madre y se cultivan de forma separada "Nueva Hosta". Aprox. 40% de todas las nuevas variedades de las hostas se conocen gracias al desporte y las variedades de nombres registrados.
Ejemplos
- H. 'June' es un desporte de H. 'Halcyon',
- H. 'Striptease' es un desporte de H. 'Gold Standard',
- H. 'Stained Glass' es un desporte de H. 'Guacamole',
- H. 'Dream Weaver' es un desporte de H. 'Great Expectations'

## Ejemplos en las rosas
En los híbridos cultivares de rosas son frecuentes los desportes, que son muy apreciados por conseguirse nuevas rosas que son registradas como nuevos nombres de variedades cultivares nuevas.

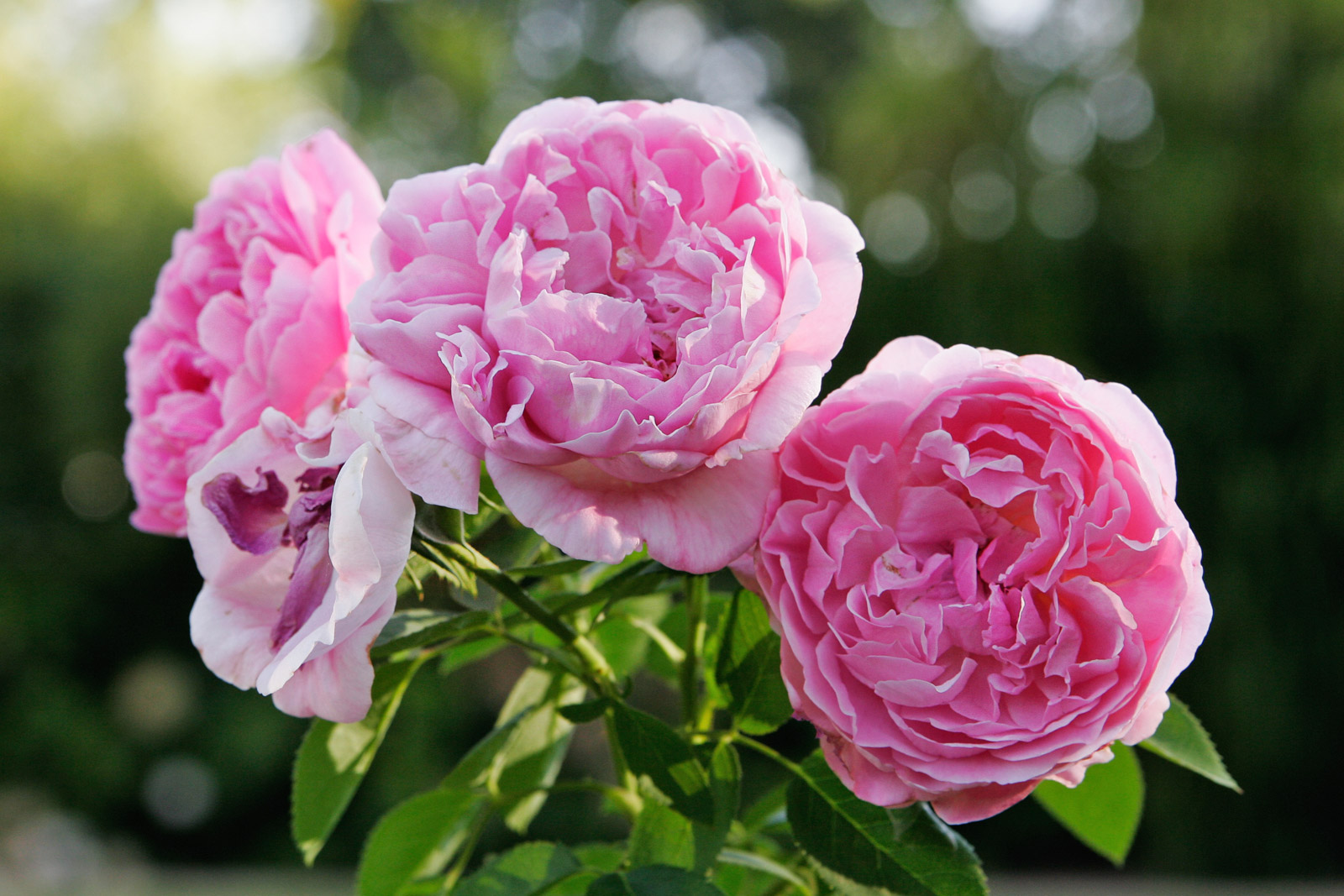
La rosa híbrida cultivar 'Mary Rose' ®, Austin 1983.
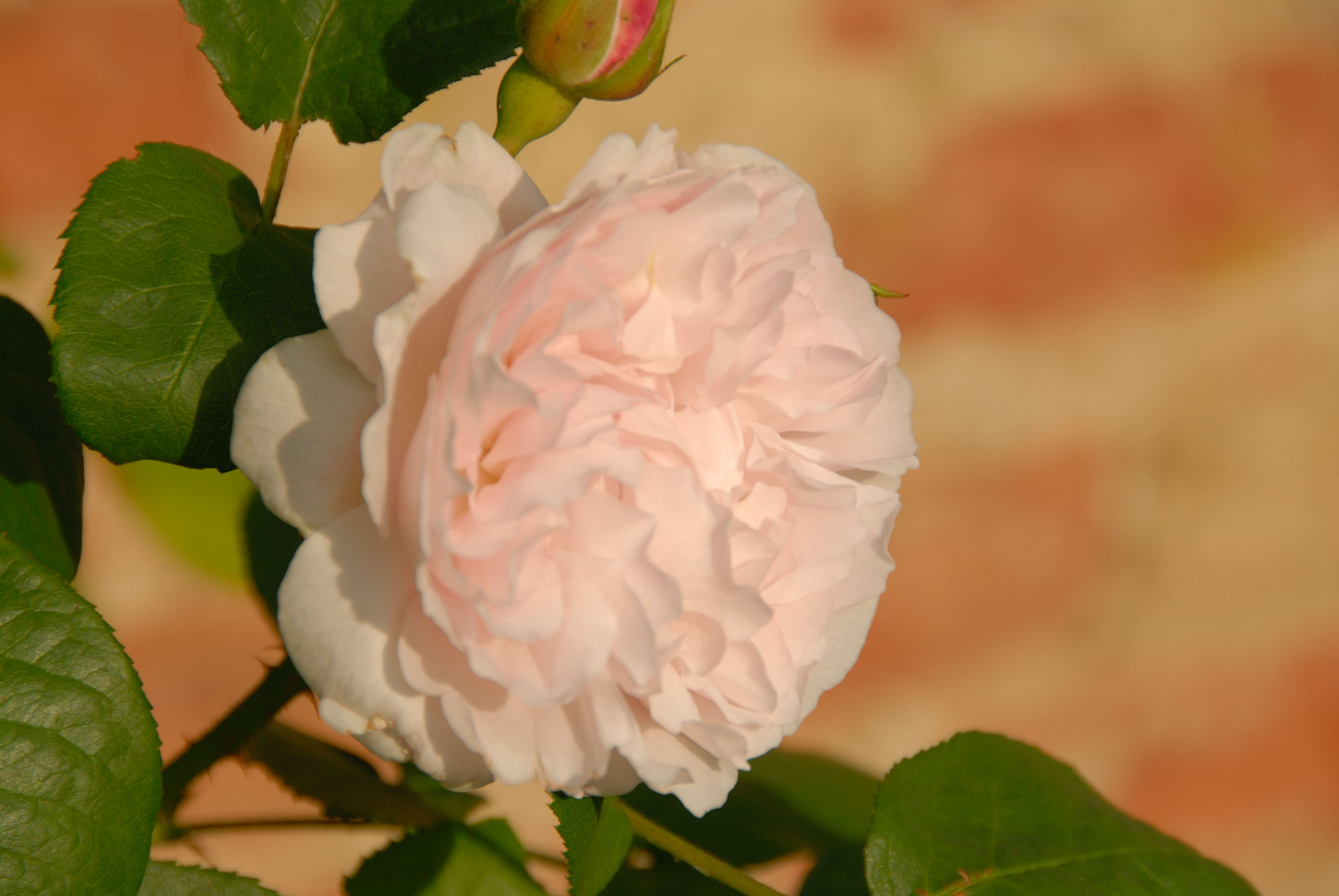
'Redouté' ®, Austin 1992. Es un desporte registrado de 'Mary Rose'.
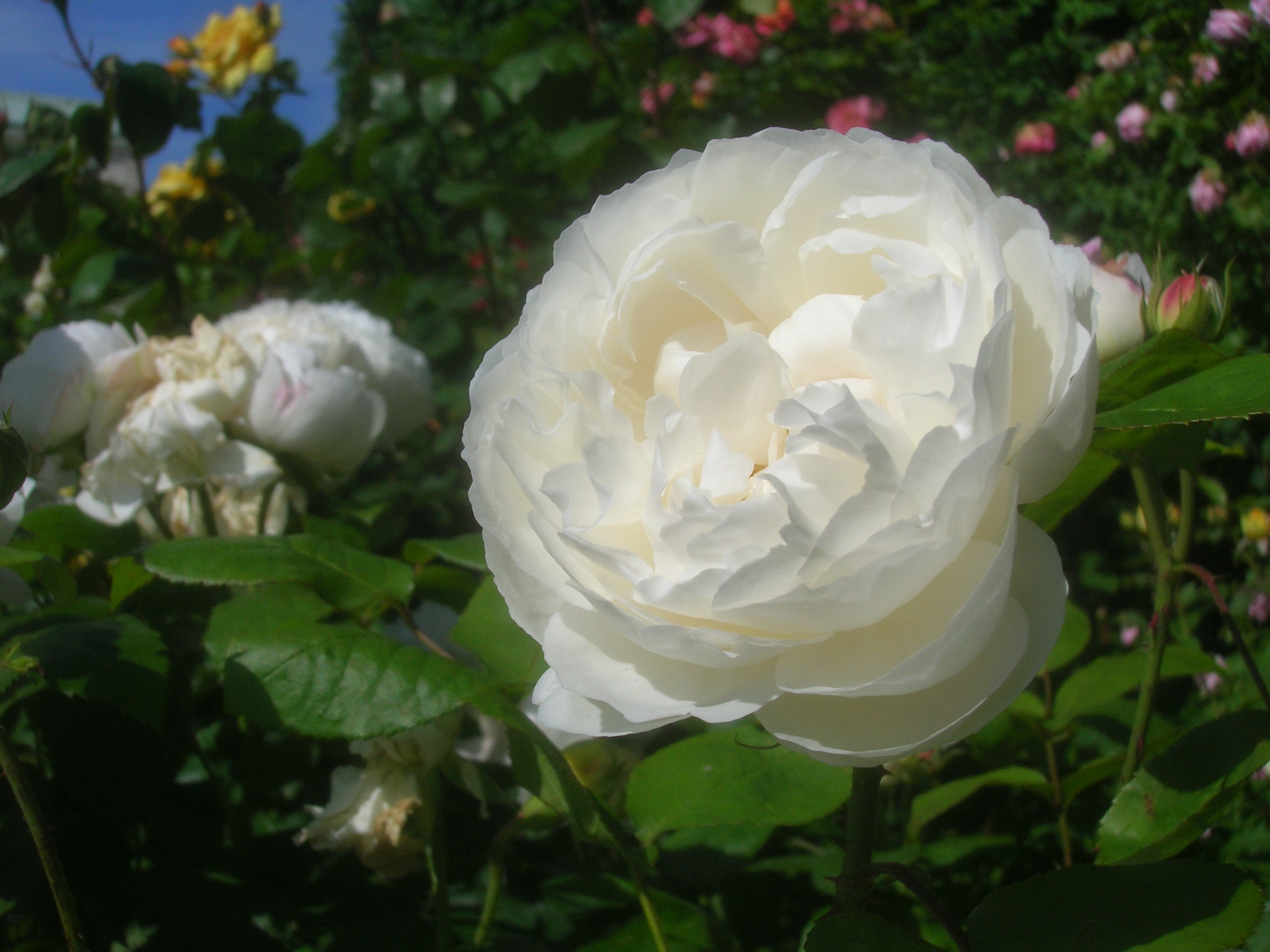
'Winchester Cathedral' ®, Austin 1992. Es un desporte registrado de 'Mary Rose'.